# 4. инжињеријски батаљон
4. инжињеријски батаљон Сарајевско-романијског корпуса је био једна од јединица Сарајевско-романијског корпуса Војске Републике Српске.

## Историјат
До избијања оружаних сукоба на простору БиХ, у саставу 4. корпуса ЈНА постојао је 4. инжењеријски пук ЈНА резервног састава. Активно је било само језгро за мобилизацијски развој које је бројало око педесетак војника и старјешина. Сједиште пука било је у касарни "Коран" на Палама. Приликом извршења мобилизације у марту мјесецу 1992. године одзив војних обавезника у ову јединицу био је веома слаб, а приликом одласка јединица ЈНА у СРЈ у мају 1992. године доживио је скоро потпуни колапс. Од људства које је остало у касарни "Коран" које је било поријеклом са простора БиХ, и материјално-техничких средстава која нису одвезена у СРЈ и највећим дијелом од мобилисаних војних обавезника са простора Сарајевско-романијске регије крајем маја мјесеца 1992. године формиран је 4. инжењеријски батаљон СРК. У новонасталој ситуацији, сагледавајући стање у зони одговорности СРК уочена је потреба за ангажовањем ове јединице. Скоро да није било путева који повезују територију Сарајевско-романијске регије. Изградња путева наметнула се као један од најважнијих задатака. Приоритет је био изградња макадамских путева: Тврдимићи-Бистрица према Јахорини и Палама и од "ПРЕТИС-а" у Вогошћи преко Радаве, Мрковића, Хреше према Палама и Сокоцу. Ово су били приоритети свих приоритета и то је овај батаљон успјешно и у кратком року завршио. На правцу "ПРЕТИС"-Хреша ангажовано је 14 машина које су остале од инжињеријског батаљона из 31. Корпус РВ и ПВО. Некако, скоро истовремено, успостављен је и саобраћај лошим макадамским путем од Средњег преко планине Висојевице према Палама и Сокоцу. Због важности и за ратне прилике морало се обезбиједити скоро свакодневно одржавање ових путева. Поред изградње и одржавања путева у зони одговорности СРК 4. инжб ангажован је и на уређењу ватрених положаја артиљеријских и јединица ПВО. Интензитет борбених дејства у зони одговорности СРК све вријеме рата био је на веома високом нивоу што је захтијевало стално ангажовање инжењеријских јединица. Требало је обезбиједити покрет и маневар јединица на неуређеном земљишту, утврђивање и запречавање, што објективно јединица величине батаљона није могла у потпуности извршити. Поред већ речених и добро организованих и изведених задатака 4. инжб је био ангажован на задацима разминирања и чишћења постављених препрека у нападним дејствима СРК, у операцијама: "Лукавац 93", "Панцир 93" и "Звијезда 94" разминирање и изградња пута Ораховице према Горажду. Ратни команданти 4. инжењеријског батаљона били су: капетан прве класе Васо Драговић, капетан Миленко Аврамовић и мајор Душан Вукадин. За вријеме Одбрамбено-отаџбинског рата батаљон је имао једног погинулог борца.